# Јован Баровић
Јован Баровић (Браћани, код Даниловграда, 1922 — Београд, 6. фебруар 1979) био је српски и југословенски адвокат и учесник Народноослободилачке борбе.

## Биографија
Јован Јоро Баровић рођен је 1922. године у селу Браћани, код Даниловграда, у земљорадничкој породици оца Мргуда и мајке Крстиње (рођ. Митровић).
Са оба брата (Никола и Симо) и две сестре је 1941. године отишао у партизане и постао борац Треће чете Другог црногорског батаљона Прве пролетерске бригаде. После рата је радио у Југословенској народној армији до 1954. године, када је „службено демобилисан”. Био је један од директора Танјуга и Радио Југославије али је, због подршке Миловану Ђиласу пред његово прво суђење, добио отказ.
Уписао је 1956. године права и 1960. године постао адвокат. Бранио је либералне дисиденте Михајла Михајлова и Милована Ђиласа, ортодоксне комунисте Владу Дапчевића и Милету Перовића, као и више Срба, Хрвата и Албанаца оптужених за национализам.
Погинуо је у тешкој саобраћајној несрећи, 6. фебруара 1979. године, када је возач камиона ударио у Баровићев аутомобил на празном аутопуту Београд–Загреб.
Првобитна истрага показала је да је узрок смрти био инфаркт али обдукција ово није потврдила. Возач камиона није приведен или испитиван.
Био је ожењен Душанком (рођ. Спасојевић) са којом је имао двоје деце — Николу и Славицу. Његов син, адвокат Никола Баровић, јавно је сматрао да је у питању било политичко убиство од стране УДБ-е.
У другој сезони играно-документарног серијала Бранилац, Баровића тумачи глумац Александар Ђурица.